# خرید اینترنتی

خرید اینترنتی (به انگلیسی: Online Shopping) نوعی خرید است که از طریق فروشگاه‌های اینترنتی انجام می‌شود. از مهم‌ترین و بزرگ‌ترین سایت‌های خرید اینترنتی می‌توان به سایت‌های ئی‌بی و آمازون اشاره کرد.

## تاریخچه
نخستین بار در سال ۱۹۹۱ تیم برنرز لی تجارت الکترونیک را پایه‌گذاری کرد و در سال ۱۹۹۴ که بانکداری آنلاین ایجاد شد، شرکت پیتزا هات نخستین فروش اینترنتی خود را آغاز کرد در همان سال شرکت نت اسکیپ ارتباط امنیت لایه انتقال (SSL) را ابداع و ایجاد کرد و خرید اینترنتی به وسیله این پروتوکل ایجاد شد. همچنین در همان سال کمپانی آلمانی اینترشاپ(Intershop) نخستین سیستم فروش اینترنتی خود را ایجاد کرد. ۱۹۹۵ شرکت آمازون. کام و سال ۱۹۹۶ شرکت ئی بی نیز فعالیت‌های خود را شروع کردند.

## عملکرد
در این نوع فروشگاه که بعد از به وجود آمدن اینترنت پا به عرصه وجود گذاشت، فروشنده لیست و مشخصات کالاهای خود را در سایت قرار می‌دهد و خریدار پس از مراجعه به این سایت و مطالعهٔ مشخصات و ویژگی‌های کالا، نسبت به ثبت سفارش خرید از فروشگاه اقدام می‌کند. این سفارش‌ها پس از بررسی و تأیید نهایی توسط مسئولان سایت با توجه به نوع کالا و حجم و وزن آن توسط پیک موتوری، پست یا باربری به آدرس سفارش‌دهنده ارسال می‌شود و وجه کالا به روش‌های مختلف قابل پرداخت می‌باشد. امروزه تجارت الکترونیک در سر تا سر دنیا بسیار رواج پیدا کرده‌است.
اغلب پرداخت در این فروشگاه‌های اینترنتی به وسیله ابزارهای پرداخت الکترونیک قابل انجام است. کارت‌های پرداخت الکترونیک، چه به صورت مجازی (فقط قابل استفاده در فضای اینترنت) و چه به صورت فیزیکی اغلب قابل استفاده در چنین محیط‌هایی هستند. البته فروشگاه‌های اینترنتی محلی معمولاً قابلیت تحویل پول در هنگام دریافت کالا را نیز دارند، ولی در خریدهای اینترنتی جهانی معمولاً چنین امکانی فراهم نیست.
فروشگاه‌های موفق اینترنتی معمولاً ابتدا باید اعتماد مشتری را جلب نمایند تا به موفقیت دست بایند. بهترین قیمت همراه با کیفیت عرضه باید واقعی باشد. زیرا مشتریان در فضای مجازی به راحتی هر فروشگاهی را با دیگران مقایسه می‌کنند و تا به آن اطمینان نکنند دست به خرید نمی‌زنند.
خرید اینترنتی در جهان روز به روز به صرفه تر و مناسبتر از گذشته شده و اجازه مقایسه قیمت/کیفیت و خدمات کالا را به مصرف‌کنندگان می‌دهد. بدین ترتیب رضایت مشتریان بیش از پیش شده و اغلب ترجیح می‌دهند خرید خود را از اینترنت انجام دهند. در خیلی از موارد حتی خریداران کالای خود را در فروشگاه‌ها انتخاب و سپس آن را از اینترنت خریداری می‌کنند چون به صرفه تر خواهد بود.
در برخی از نقاط جهان مانند آمریکا فروشهای اینترنتی از فروشهای حضوری پیشی گرفته‌است و این امر عرضه‌کنندگان را برآن داشته‌است که علاوه بر عرضه فیزیکی کالا/خدمات خود، عرضه اینترنتی را هم یکی از ملزمات خود بدانند.

## نگرانی های افراد هنگام خرید اینترنتی
علی رغم راحتی، هرکسی خرید اینترنتی اقلام و خدمات را انتخاب نمی کند. برخی از افراد ایده رفتن فیزیکی به فروشگاه و تجربه مراحل خرید را دوست دارند. آنها دوست دارند کالاها را لمس کنند، لباس بپوشند و در کنار افراد دیگر باشند. خرید اینترنتی این امکان را به خریداران نمی دهد که محصولات را لمس کنند یا تعامل اجتماعی داشته باشند و همچنین به آنها اجازه نمی دهد کالاها را در همان روز خریداری کنند.
افراد دیگر ممکن است نگران خرید اینترنتی باشند زیرا می ترسند اطلاعات کارت اعتباری آنها به خطر بیفتد. از آنجا که ارائه اطلاعات کارت اعتباری هنگام خرید محصولات به صورت آنلاین ضروری است، این امکان وجود دارد که افراد قربانی سرقت هویت شوند. استفاده از سرورهای ایمن می تواند کمک کند.
دلیل دیگر اینکه برخی از مصرف کنندگان از خرید اینترنتی اجتناب می کنند، این واقعیت است که آنها نگران هستند کالاهایی که خریداری می کنند در تصویر وب سایت به درستی نشان داده نشده است و یا از کیفیت کمتری برخوردار است. امتحان پوشاک خریداری شده از طریق اینترنت نیز غیرممکن است ، بنابراین مصرف کننده برای اطمینان از مناسب بودن لباس باید به اندازه گیری های بدن اعتماد کند. اگر لباس از طریق پست وارد شود و خیلی کوچک باشد، باید از طریق پست برگردانده شود، این یک دردسر احتمالی است که ممکن است برخی از خریداران تمایل نداشته باشند با آن روبرو شوند.
با توجه به مطالب فوق برای فروش موفق به صورت آنلاین نیاز است تا سایت فروشگاهی طراحی کنید .